# Antoni Coll i Fort
Antoni Coll i Fort   (Barcelona, 1871 - 1958) fou un arquitecte català.

## Biografia
Es va llicenciar el 31 de juliol de 1897. El gruix de les seves construccions es troben al Ripollès. Destaquen la Casa Pamias de Ribes de Freser, la Casa Vila de Camprodon, la Casa del metge Carles Puig de Campdevànol, entre d'altres.

## Premis i reconeixements
- 1888 - Medalla de Bronze a l'Exposició Universal de Barcelona de 1888